# Rogelio Guedea
Rogelio Guedea es un poeta, ensayista, novelista y traductor mexicano. Nació en la ciudad de Colima el 1 de abril de 1974. Es licenciado en Derecho y Lengua y Literatura españolas por la Universidad de Colima y doctor en Letras por la Universidad de Córdoba (España). Cuenta con un Postdoctorado en Literatura Latinoamericana por la Universidad de Texas A&M. Fue becario del Fondo para la Cultura y las Artes y director de la colección de poesía El pez de fuego y Álamo de Poesía. Ha sido columnista de los periódicos mexicanos El Financiero, Excélsior,  La Jornada y profesor de literatura latinoamericana en Universidad de Otago en Nueva Zelanda de 2005 a 2016. Actualmente es Profesor de Tiempo Completo en Universidad de Colima. El 15 de diciembre de 2008 se alzó con el 62.º Premio Adonáis de poesía, siendo el primer mexicano en obtenerlo.Es Miembro del Sistema Nacional de Investigadores y académico correspondiente de la Academia Mexicana de la Lengua.  

## Poesía
- Los dolores de la carne (Praxis, 1997)
- Testimonios de la ausencia (Praxis, 1998)
- Senos sones y otros huapanguitos (Fondo Editorial Tierra Adentro, 2001)
- Mientras olvido (Premio Internacional de Poesía Rosalía de Castro 2001) (Follas Novas, 2002)
- Ni siquiera el tiempo (Instituto Mexiquense de Cultura, 2002)
- Colmenar (Editorial LunArena, 2004)
- Razón de mundo (Premio Nacional de Poesía Amado Nervo 2004) (Secretaría de Cultura de Nayarit, 2005)
- Fragmento (Premio Nacional de Poesía Sonora 2005)(Instituto Sonorense de Cultura, 2006)
- Borrador (Diputación Provincial de Málaga, 2007)
- Corrección (Praxis, 2008)
- Kora (Premio Adonáis 2008) (Ediciones Rialp, 2009)
- Exilio (Rilke Ediciones, 2010)
- Campo minado (Aldus, 2012)
- Si no te hubieras ido/ If only you hadn't gone (Cold Hub Press, 2014)
- Punctuation (Cold Hub Press, 2017)
- Acta de fe (Círculo de Poesía, 2018)
- O me voy o te vas/One of us must go (Otago University Press, 2022, translated by Roger Hickin)
- Lady Gaga (Editorial Ático, 2025)

## Novela
- Conducir un tráiler (Random House Mondadori, 2008) Premio Memorial Silverio Cañada 2009.
- 41 (Random House Mondadori, 2010) Premio Interamericano de Literatura Carlos Montemayor 2012.
- Vidas secretas (Ediciones B, 2012)
- El crimen de Los Tepames (Random House Mondadori, 2013)
- La mala jugada (MacMillan-Ediciones Castillo, 2013)
- El último desayuno (Penguin Random House, 2016)
- Los trenes nunca vuelven (MacMillan-Ediciones Castillo, 2017)
- El Diario de Bruno (HarperCollins, 2018)
- Habitaciones compartidas (Almuzara, 2018) IV Premio Internacional de Novela Albert Jovell 2018
- Los últimos rebeldes (MacMillan-Ediciones Castillo, 2020)
- Bisturí (Fondo de Cultura Económica, 2022)
- Los años difíciles (Editorial Edebé, 2025)

## Antología
- Los decimonónicos (antología poética colimense del siglo XIX) (Universidad de Colima, 2001)
- Árbol de variada luz (antología de poesía mexicana actual, 1992-2002) (Universidad de Colima, 2003)
- A contraluz (reflexiones sobre poesía y poéticas) (Fondo Editorial Tierra Adentro,2005)
- Cruce de vías: una mirada oceánica a la cultura hispánica (Aldus-Universidad de Otago-Universidad Veracruzana, 2010)
- El canto de la salamandra: antología de la literatura brevísima mexicana (Ediciones Arlequín, 2013)
- Historia crítica de la poesía mexicana, tomo 1 (Conaculta-FCE, 2015)
- Historia crítica de la poesía mexicana, tomo 2 (Conaculta-FCE, 2015)
- Países en tránsito: estudios de literatura comparada (Peter Lang, 2016)
- Los pelos en la mano: cuentos de la realidad actual (Lectorum, 2017)
- Margen al centro: nuevas vertientes de la poesía iberoamericana contemporánea (Peter Lang, 2018)

## Ensayo
- La enseñanza literaria (Universidad de Colima, 1999)
- Poetas del Medio Siglo: mapa de una generación (UNAM, 2007. Colección Poemas y ensayos)
- Oficio: leer (Aldus-Secretaría de Cultura de Colima-Universidad de Colima, 2008)
- Reloj de pulso: crónica de la poesía mexicana de los siglos XIX y XX (UNAM, 2012. Colección Poemas y ensayos)
- Tiempo quebrado: la poesía de Jaime Sabines (Lectorum, 2014)
- La brújula de Séneca: manual de filosofía para descarriados (Grupo Editorial Almuzara, 2014)
- Los anteojos del fabulista: reflexiones sobre el arte de leer y escribir (Lectorum, 2016)
- El arte de gobernar. Manual del buen gobierno (Almuzara, 2017)
- Poetas mexicanos del 30: una generación entre el cielo y la tierra (Universidad Veracruzana, 2018)
- Cartas a Bruno: treinta consejos para treinta peligros de vida (HarperCollins, 2023/ Ediciones Urano, 2024)
- Una luz que se alarga: el poema en prosa latinoamericano (UNAM/UdeC, 2024)
- La palabra armada: poesía y dictaduras (Editorial Almuzara, 2025)

## Narrativa Ultracorta
- Al vuelo (Universidad de Colima-Mantis Editores, 2003)
- Del aire al aire (Thule Ediciones, 2004)
- Caída libre (Editorial Colibrí, 2005)
- Para/caídas (Editorial Ficticia-Secretaría de Cultura de Colima, 2007)
- Cruce de vías (Editorial Menoscuarto, 2010)
- Pasajero en tránsito (Ediciones Arlequín, 2010)
- La vida en el espejo retrovisor (Editorial Lectorum, 2012)
- Viajes en casa (Ediciones del Ermitaño, 2013)
- Vida breve (Universidad de Colima, 2019)
- Historias familiares (Ediciones del Ermitaño, 2021)
- Vida de pareja (Editorial Lectorum, 2025)

## Crónica
- Crónicas del reincidente (Universidad de Colima, 2006)

## Cuento
- El Nuevo (Editorial Pre-Textos/UV, 2025)

## Traducción
- Three Poems by Rogelio Guedea, Kay Rozynski (Cordite Poetry Review, 2015)
- Azul amarillo, Ron Riddell (Diputación Provincial de Málaga, 2007)
- Una lección de poesía para mi padre, Glenn Colquhoun (Ediciones del Ermitaño, 2017)
- Isla al sí: antología de poesía neozelandesa, Rogelio Guedea (Secretaría de Cultura del Estado de México, 2020)
- Tomando mi chaqueta para dar un paseo, Peter Olds (Ediciones del Ermitaño, 2020)

## Premios
- III Concurso de Relatos la Savia del Bosque 2025  (2025), (Al otro lado).
- IV Premio Internacional de Novela Albert Jovell 2018  (2018), (Habitaciones compartidas).
- Premio Interamericano de Literatura Carlos Montemayor (2012), (41).
- Premio Memorial Silverio Cañada (2009), (Conducir un tráiler).
- Premio Internacional de Poesía Gilberto Owen (2008), (Anotación).
- Premio Adonáis de Poesía, (2008), (Kora).
- Premio Nacional de Poesía Sonora (2005), (Fragmento).
- Premio Nacional de Poesía Amado Nervo (2004), (Razón de mundo).
- Premio Internacional de Poesía Rosalía de Castro (2001), (Mientras olvido).